# Rhynchostegium luteonitens
Rhynchostegium luteonitens är en bladmossart som beskrevs av Georg Friedrich von Jaeger 1878. Rhynchostegium luteonitens ingår i släktet näbbmossor, och familjen Brachytheciaceae. Inga underarter finns listade i Catalogue of Life.